# Ti è mai successo?
Ti è mai successo? è il primo singolo dei Negramaro estratto dalla raccolta Una storia semplice, pubblicato il 21 settembre 2012.

## Video musicale
Il video è stato pubblicato l'11 ottobre successivo e vede il gruppo suonare il brano in una stanza con continui stacchi sui sei membri.

## Classifiche
| Classifica (2012) | Posizione massima |
| ----------------- | ----------------- |
| Italia            | 3                 |
| Italia (airplay)  | 1                 |